# Morgan County (Alabama)
Morgan County ist ein County im Bundesstaat Alabama der Vereinigten Staaten. Der Verwaltungssitz (County Seat) ist Decatur. Das County gehört zu den Dry Countys, was bedeutet, dass der Verkauf von Alkohol eingeschränkt oder verboten ist.

## Geographie
Das County liegt im Norden von Alabama, ist etwa 70 km von Tennessee entfernt und hat eine Fläche von 1552 Quadratkilometern, wovon 44 Quadratkilometer Wasserfläche sind. Es grenzt im Uhrzeigersinn an folgende Countys: Madison County, Marshall County, Cullman County, Lawrence County und Limestone County.

## Geschichte
Morgan County wurde am 6. Februar 1818 aus Land der Cherokee-Indianer gebildet und zuerst Cotaco County genannt, nach dem Cotaco Creek, der durch das County fließt. Am 14. Juni 1821 wurde es in Morgan County umbenannt, zu Ehren von General Daniel Morgan, der aus der Province of New Jersey stammte. Morgan bekämpfte als Leutnant den Pontiac-Aufstand und später unter John Murray, 4. Earl of Dunmore die Shawnee und Mingo. Im Amerikanischen Unabhängigkeitskrieg stieg er in den Rang eines Brigadegenerals auf und kämpfte unter anderem in der Schlacht von Cowpens und der von Saratoga. Später befehligte er Truppen während der Whiskey-Rebellion und hatte für zwei Jahre einen Sitz im Repräsentantenhaus.
Bis 1891 war Somerville die Bezirkshauptstadt, danach wurde es Decatur. Das Gerichtsgebäude wurde 1926 und 1938 durch Feuer völlig zerstört.
17 Bauwerke und Stätten im County sind im National Register of Historic Places (NRHP) eingetragen (Stand 5. April 2020), darunter der Bank Street-Old Decatur Historic District, das Green Pryor Rice House und das Somerville Courthouse.

## Demographische Daten

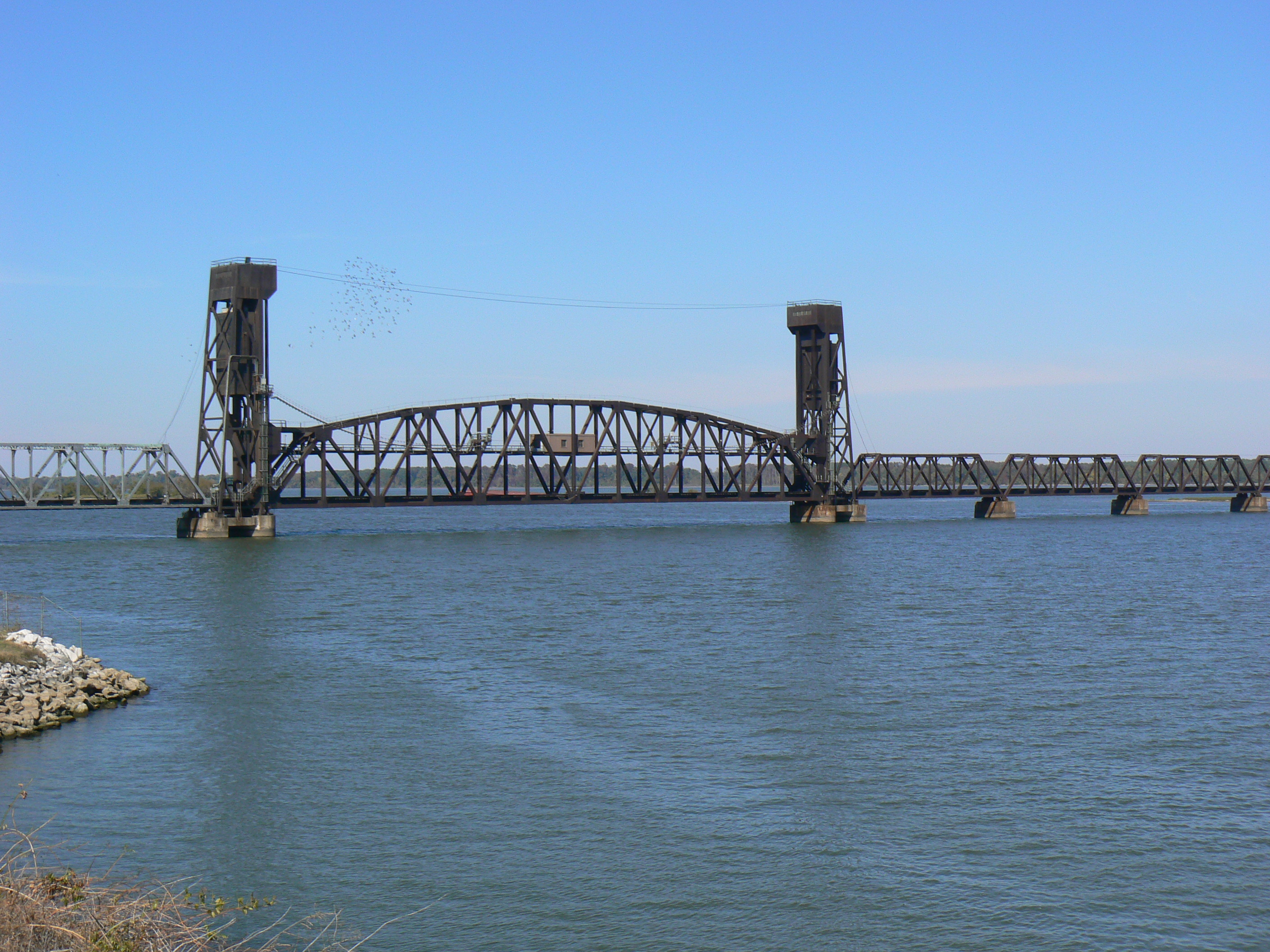
Die Norfolk Southern Bridge über den Tennessee River

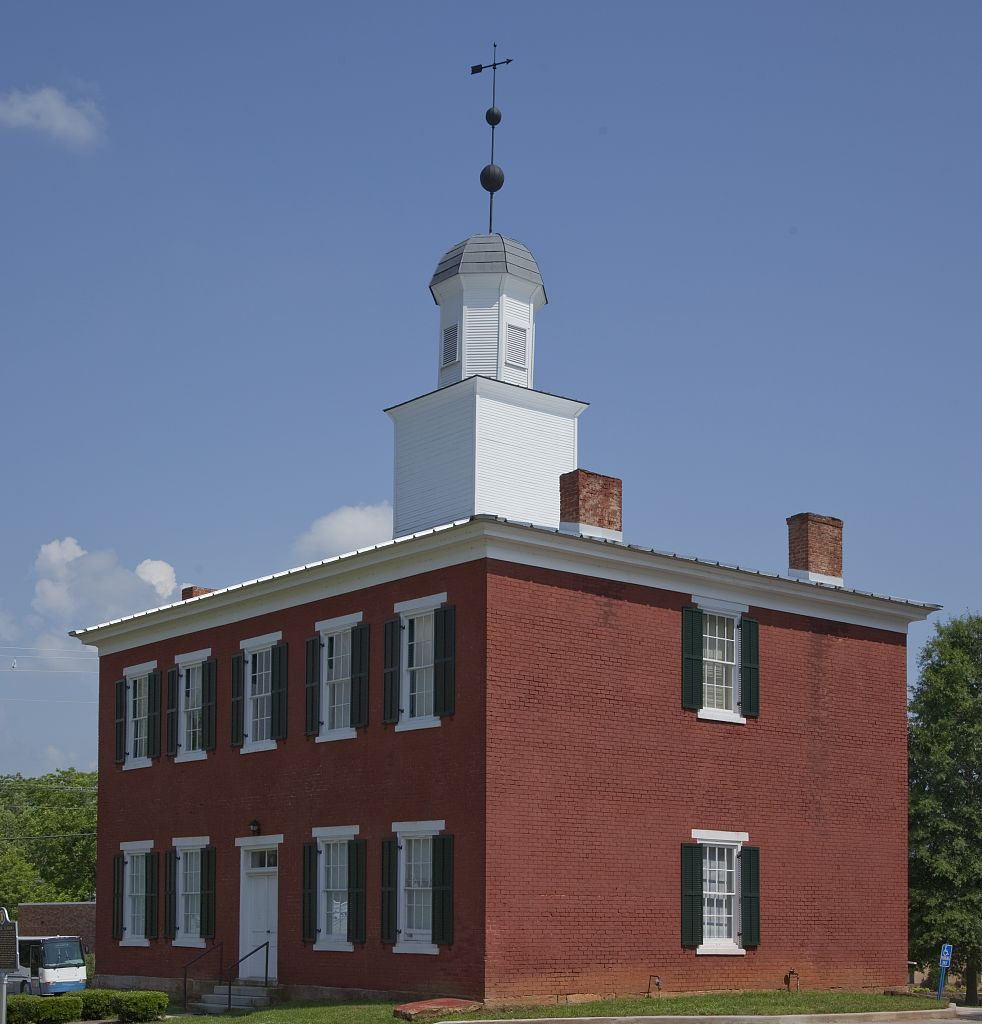
Somerville Courthouse, das ehemalige Morgan County Courthouse

Nach der Volkszählung im Jahr 2000 lebten im Morgan County 111.064 Menschen. Davon wohnten 1.707 Personen in Sammelunterkünften, die anderen Einwohner lebten in 43.602 Haushalten und 31.437 Familien. Die Bevölkerungsdichte betrug 74 Einwohner pro Quadratkilometer. Ethnisch betrachtet setzte sich die Bevölkerung zusammen aus 85,07 Prozent Weißen, 11,24 Prozent Afroamerikanern, 0,67 Prozent Indianern, 0,45 Prozent Asiatischen Amerikanern, 0,07 Prozent Pazifischen Insulanern und 1,25 Prozent aus anderen ethnischen Gruppen; 1,25 Prozent stammten von zwei oder mehr Ethnien ab. 3,28 Prozent der Bevölkerung waren spanischer oder lateinamerikanischer Abstammung.
Von den 43.602 Haushalten hatten 33,5 Prozent Kinder und Jugendliche unter 18 Jahren, die bei ihnen lebten. In 57,4 Prozent lebten verheiratete, zusammen lebende Paare, 11,2 Prozent waren allein erziehende Mütter, 27,9 Prozent waren keine Familien, 24,8 Prozent aller Haushalte waren Singlehaushalte und in 9,4 Prozent lebten Menschen im Alter von 65 Jahren oder darüber. Die Durchschnittshaushaltsgröße betrug 2,51 und die durchschnittliche Familiengröße betrug 2,99 Personen.
25,3 Prozent der Bevölkerung waren unter 18 Jahre alt, 8,4 Prozent zwischen 18 und 24, 30,1 Prozent zwischen 25 und 44, 23,8 Prozent zwischen 45 und 64 und 12,3 Prozent waren 65 Jahre oder älter. Das Durchschnittsalter betrug 37 Jahre. Auf 100 weibliche Personen kamen 96,2 männliche Personen und auf Frauen im Alter von 18 Jahren und darüber kamen 93,5 Männer.
Das jährliche Durchschnittseinkommen eines Haushalts betrug 37.803 USD, das Durchschnittseinkommen einer Familie 45.827 USD. Männer hatten ein Durchschnittseinkommen von 35.759 USD, Frauen 21.885 USD. Das Prokopfeinkommen betrug 19.223 USD. 9,7 Prozent der Familien und 12,3 Prozent der Einwohner lebten unterhalb der Armutsgrenze.

## Orte im Morgan County
- Andrews Chapel
- Apple Grove
- Austinville
- Basham
- Bayside
- Bell Springs
- Bluff City
- Brooksville
- Burningtree Estates
- Burningtree Mountain
- Cedar Lake
- Cedar Plains
- Center Dale
- Center Grove
- Clemons Crossroad
- Cole Spring
- Crowtown
- Danville
- Decatur
- Echols Crossroads
- Eva
- Fairview
- Falkville
- Flint City
- Florette
- Georgia
- Griffin Addition
- Gum Spring
- Hartselle
- Henderson
- Hickory Hills
- Hulaco
- Laceys Spring
- Lacon
- Leesdale
- Longleaf Estates
- Lynntown
- Massey
- Morgan City
- Moulton Heights
- Mount Tabor
- Neel
- Oak Ridge
- Oakworth
- Oden Ridge
- Penn
- Priceville
- Pumpkin Center
- Rocky Point
- Rolling Hills
- Russell Village
- Ryan Crossroads
- Six Mile
- Six Way
- Somerville
- Stringer
- Talucah
- Tanner Heights
- Trinity
- Turney Crossroads
- Union
- Union Hill
- Valhermoso Springs
- Valley View
- West Decatur
- West Point
- Wilhites
- Winn Crossroads
- Winton
- Wolftown
- Woodland Mills